# Diego Johannesson
Diego Johannesson Pando (Villaviciosa, Asturias, España, 3 de octubre de 1993), conocido indistintamente a nivel futbolístico como Diegui o Johannesson, es un exfutbolista hispano-islandés, nacido en Villaviciosa (Asturias, España), que jugó como lateral derecho en varios equipos de la Segunda División de España, el Real Oviedo, el FC Cartagena y el Albacete Balompié y fue internacional por la selección islandesa.

## Trayectoria
Sus primeros pasos por las categorías inferiores pasaron por varios equipos de la villa de Gijón: C.P. Laviada en preminis y prebenjamines; Real Sporting en benjamines, alevines e infantil y en la SD Llano 2000 en infantil, cadete y juvenil, llegando a hacer una prueba con el Atlético de Madrid.
En el verano de 2011, a los 17 años se incorpora al equipo juvenil del Real Oviedo pasando en la temporada siguiente a formar parte del equipo filial Real Oviedo Vetusta jugando en el grupo segundo de la Tercera División. Consigue sus primeros goles con el filial en la jornada 28 de la temporada 2013-14 en el partido disputado contra el Real Tapia CF en el Estadio de la Xungueira de Tapia de Casariego el 2 de marzo de 2014, marcando dos de los tantos con los que el Vetusta ganó por 2-5 (supusieron el 1-2 y el 1-3 respectivamente).
Durante esta etapa, su posición habitual era la de extremo derecho, pero en la temporada 2013-14 se reconvirtió en lateral. El 3 de septiembre de 2014 hizo su debut con el primer equipo, jugando contra la SD Amorebieta en un partido de las eliminatorias de la Copa del Rey de esa temporada y que ganó el equipo carbayón por 4-0.
Durante esa temporada, Johannesson jugó en 13 partidos con el primer equipo siendo partícipe del ascenso y del campeonato de la Segunda División B conseguido por los azules al final de la temporada. Hace su debut en el fútbol profesional el 25 de octubre de 2015, sustituyendo a José Manuel Fernández en el partido disputado en el Estadio El Toralín, contra la SD Ponferradina, que terminó con triunfo berciano por 4-2.
Con Anquela en el banquillo carbayón, Johannesson volvió a disputar minutos como extremo derecho, logrando de esta manera su primer gol en el fútbol profesional el 22 de octubre de 2017 en el partido que enfrentó al Real Oviedo con el Córdoba CF cuando tras una asistencia de Mariga convirtió el que a la postre sería el segundo y definitivo gol para el equipo azul.
Diegui llegó a ascender con el Real Oviedo a Segunda División en la temporada 2014-15. Más tarde, se convertiría en un jugador básico en los esquemas de Sergio Egea y Juan Antonio Anquela en los que llegó a ser uno de los capitanes del conjunto asturiano, llegando a disputar casi un centenar de partidos en Segunda División y anotar la cifra de 6 goles en tres temporadas en el fútbol profesional.
En marzo de 2019 renovó su contrato con el club asturiano por dos temporadas, hasta junio de 2021. En la primera vuelta de la temporada 2019-20 apenas contó para el entrenador Javi Rozada y en el mercado de invierno se le buscaría una salida al jugador.
El 10 de enero de 2020, se hizo oficial su cesión al Fútbol Club Cartagena de la Segunda División B de España hasta el final de la temporada 2019-20. El 20 de julio de 2020, el FC Cartagena lograría el ascenso a la Segunda División de España tras eliminar al Atlético Baleares en la tanda de penaltis en la eliminatoria de campeones, tras haber sido líderes del Grupo IV tras la finalización de la liga regular por el coronavirus.
En junio de 2021, firma por el Albacete Balompié de la Primera División RFEF. El 8 de marzo de 2022, en el encuentro que enfrentaba al Albacete contra el Real Madrid Castilla en el Estadio Alfredo Di Stéfano de Valdebebas, sufre una grave lesión en los ligamentos cruzados y en el menisco de su rodilla derecha. Tras varias operaciones y un largo proceso infructuoso tratando de recuperarse de la lesión, el 11 de enero de 2025 anuncia su retirada del fútbol profesional.

## Selección nacional
Johannesson podía optar por jugar con la selección de Islandia ya que tiene esa nacionalidad por su padre, Jon Mar Johannesson Porsteinsson. El 31 de enero de 2016, Johannesson debutó con dicha selección en un amistoso disputado en el estadio StubHub Center de Carson contra Estados Unidos, entrando a jugar tras el descanso siendo Lars Lagerbäck y Heimir Hallgrímsson los seleccionadores islandeses. El resultado final fue de 3 a 2 a favor de los norteamericanos (1 a 1 en el descanso). Johannesson volvió a ser convocado por el entrenador de Islandia, Heimir Hallgrímsson para los partidos contra la República Checa y Catar, los días 8 y 14 de noviembre respectivamente. 
En el partido que enfrentó a Islandia contra la República Checa jugaría su segundo partido como internacional entrando en el minuto 86 en un duelo que ganarían los checos por 1-2.
El 14 de noviembre juega su primer partido como titular con Islandia en el partido que les enfrentó a Catar. El partido acabó con 1-1, marcando el gol el combinado catarí en el último minuto de partido, cuando Johannesson ya no estaba sobre el terreno de juego.

## Estadísticas
Actualizado el 26 de abril de 2022
| Real Oviedo Vetusta · España       | 3.ª        | 2012/13    | 3   | 0  | 0 | 0 | 0 | 0 | 3   | 0  |
| Real Oviedo Vetusta · España       | 3.ª        | 2013/14    | 31  | 5  | 0 | 0 | 0 | 0 | 31  | 5  |
| Real Oviedo Vetusta · España       | 3.ª        | 2014/15    | 24  | 0  | 0 | 0 | 0 | 0 | 24  | 0  |
| Real Oviedo Vetusta · España       | Total club | Total club | 58  | 5  | 0 | 0 | 0 | 0 | 58  | 5  |
| Real Oviedo · España               | 2.ªB       | 2014/15    | 11  | 0  | 4 | 0 | 0 | 0 | 17  | 0  |
| Real Oviedo · España               | 2.ª        | 2015/16    | 18  | 0  | 0 | 0 | 0 | 0 | 15  | 0  |
| Real Oviedo · España               | 2.ª        | 2016/17    | 17  | 0  | 1 | 0 | 0 | 0 | 18  | 0  |
| Real Oviedo · España               | 2.ª        | 2017/18    | 32  | 4  | 0 | 0 | 0 | 0 | 31  | 4  |
| Real Oviedo · España               | 2.ª        | 2018/19    | 36  | 2  | 0 | 0 | 0 | 0 | 32  | 2  |
| Real Oviedo · España               | 2.ª        | 2019/20    | 5   | 0  | 0 | 0 | 0 | 0 | 2   | 0  |
| Real Oviedo · España               | 2.ª        | 2020/21    | 7   | 1  | 2 | 0 | 0 | 0 | 9   | 1  |
| Real Oviedo · España               | Total club | Total club | 126 | 6  | 7 | 0 | 0 | 0 | 124 | 7  |
| FC Cartagena · España              | 2.ªB       | 2019/20    | 8   | 0  | 0 | 0 | 0 | 0 | 8   | 0  |
| FC Cartagena · España              | Total club | Total club | 8   | 0  | 0 | 0 | 0 | 0 | 8   | 0  |
| Albacete Balompié · España         | 1.ª RFEF   | 2021/22    | 26  | 0  | 2 | 0 | 0 | 0 | 28  | 0  |
| Albacete Balompié · España         | Total club | Total club | 26  | 0  | 2 | 0 | 0 | 0 | 28  | 0  |
| Total                              | Total      | Total      | 218 | 12 | 9 | 0 | 0 | 0 | 227 | 12 |
| (1) Incluye datos de Copa del Rey. |            |            |     |    |   |   |   |   |     |    |